# 차영희
차영희(7월 13일 ~ )는 대한민국의 성우로, 2020년 대교방송 성우극회 공채 9기로 입사했다.

## 출연 작품

### 애니메이션
- 괴수 8호 - 오코노기 코노미
- 꼬마버스 타요(EBS) - 타요(시즌 7부터)
- 닌자라 - 페기, 에이미
- 뚱이 쇼 - 스퀴디나
- 디지몬 어드벤처:(대원방송) - 가부몬, 뿔몬
- 루팡의 이야기 모험(대교방송) - 루팡
- 매지컬 파티 - 마우슈즈 1, 라이스 리앙 1, 테이팽이, 서프, 봉순, 밀짚모터 1, 트랩, 몽키맷, 멜론판다, 류마, 콩콩래빗, 폴더플라이, 애릭 엄마
- 메카드볼 - 홍비, 트위캐논 드라코스의 드라스, 왈라
- 베이블레이드 버스트 슈퍼킹 - 차현과 차범의 어머니
- 베이블레이드 버스트 다이너마이트 배틀 -바사라와 한나의 어머니
- 뽀롱뽀롱 뽀로로(EBS) - 타요(시즌 8에 등장)
- 키야 & 키모자 히어로스(디즈니+) - 모치
- 포켓몬 컨시어지(넷플릭스) - 나오